# Francisco Senna
Francisco Soares Senna ( Salvador, 27 de fevereiro de 1952) é um historiador, arquiteto, professor e escritor brasileiro,  imortal da Academia de Letras da Bahia, Cadeira 24,  especialista em conservação e restauração de bens culturais e restauração de monumentos e conjuntos históricos pela UFBA  e em Florença, Itália. 

## Biografia
Filho de Renato de Moraes Senna e Almíria d’Araújo Senna.     
Graduou-se pela Faculdade de Arquitetura e Urbanismo da UFBA em 1977.     
É especialista em Conservação e Restauração de Monumentos e Conjuntos Históricos na UFBA, em 1982 e na Cidade de Florença – Itália, em 1985.   
Foi Pró-Reitor de Extensão da UFBA, de 1991 a 1992.    
Foi presidente da Fundação Gregório de Mattos, de 1997 a 2004.    
É professor adjunto do departamento V da Faculdade de Arquitetura da UFBA e regente da disciplina História e Teoria da Arquitetura Brasileira.    
Em 27 de abril de 2000 tomou posse na Cadeira 24 da Academia de Letras da Bahia.   